# Joseph Walk

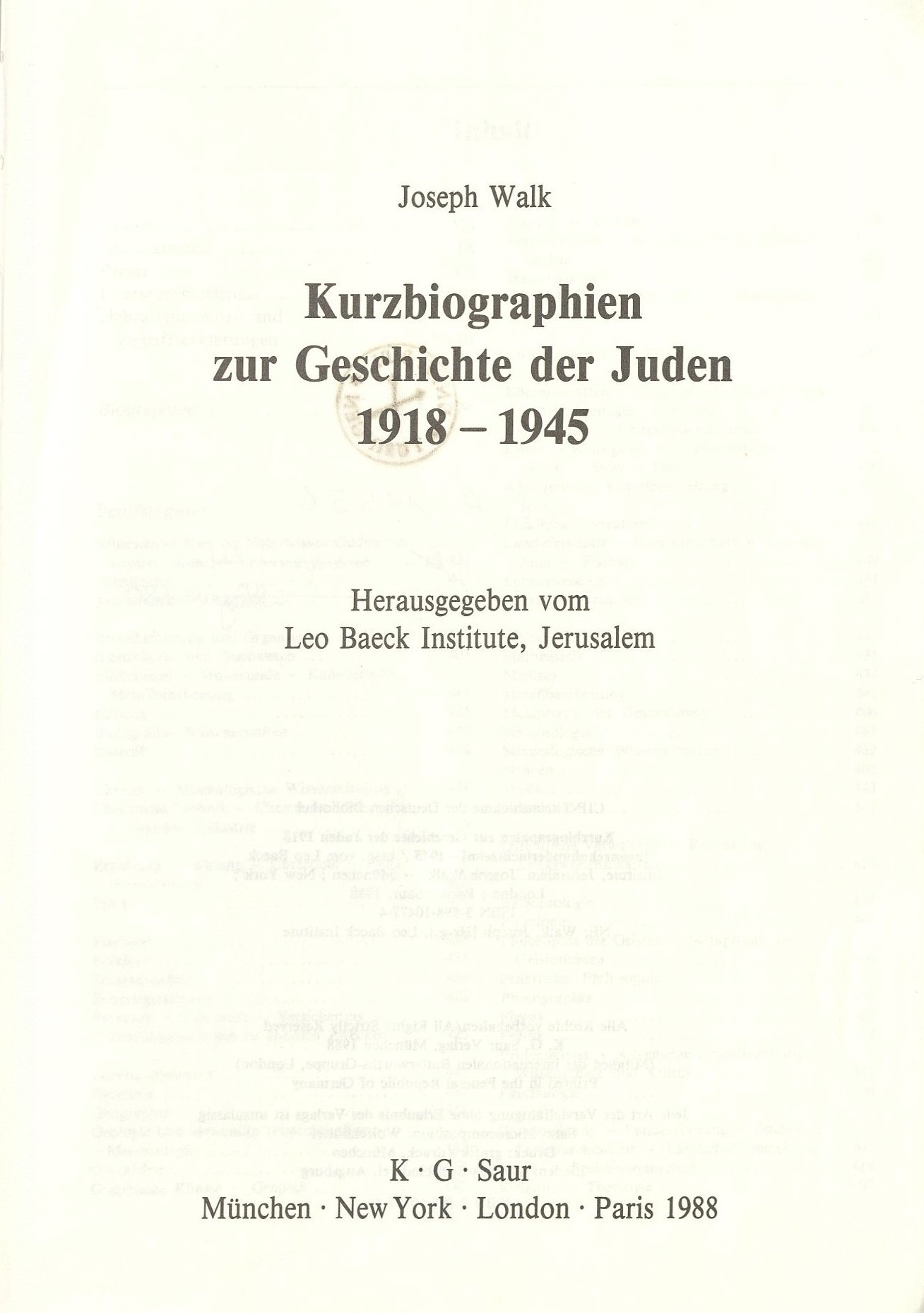
Kurzbiographien (1988)

Joseph Walk (hebräisch יוֹסֵף וַלְק Jōssef Walq; geboren 27. Januar 1914 in Breslau; gestorben 26. Mai 2005) war ein deutsch-israelischer Pädagoge und Historiker, der sich vor allem mit der jüngeren jüdischen Geschichte befasste. Er war einer der Mitbegründer und zeitweiliger Leiter der religiös-zionistischen Friedensbewegung „Os we-Schalom“.

## Leben und Werk
Joseph Walk war ein Sohn des Buchhändlers Matthias Walk aus Litauen und der Margaretha Lewinsky aus Loslau. Nach dem Abitur in Breslau studierte er von 1932 bis 1933 am jüdischen Lehrerseminar in Köln und kehrte dann nach Breslau zurück, wo er an jüdischen allgemeinbildenden Schulen unterrichtete. Später wechselte er als Dozent an die Rabbinische Lehranstalt in Frankfurt am Main.
1936 emigrierte er nach Palästina und wirkte dort fünf Jahre als Lehrer und Erzieher in verschiedenen Gruppen der religiösen Jugendalija.
In den folgenden Jahren war er bis 1952 als Lehrer in Sde Jaʿaqov und Afula tätig, 1947/48 unterbrochen von einem Aufenthalt in Marquain in Belgien als Leiter des dortigen zionistischen Kinderheims „Beit Bachad“.
Von 1952 bis 1954 war er in der Schulaufsicht Israels tätig und studierte im Anschluss Pädagogik und jüdische Geschichte in Jerusalem. Parallel dazu bildete er bis 1964 an Lehrerseminaren in Haifa, Tel Aviv und Jerusalem, denen er zeitweise auch vorstand, angehende Lehrer aus.
Von 1964 bis 1981 lehrte er Pädagogik an der Bar-Ilan-Universität in Ramat Gan und betätigte sich gleichzeitig als Institutsleiter im Bereich der jüngeren Diaspora-Geschichte des jüdischen Volkes sowie als engagierter Mitarbeiter der Gedenkstätte Yad Vashem. In der Zeit von 1978 bis 1982 sowie erneut nach 1992 leitete der das Jerusalemer Leo Baeck Institut. In dieser Zeit veröffentlichte Walk Bücher, die zu den Klassikern der Forschung über das Dritte Reich gehören. So erschien 1981 die von ihm herausgegebene Dokumentation Das Sonderrecht für die Juden im NS-Staat, die das Standardbuch über die gesetzlichen Maßnahmen der Judenverfolgung in Deutschland darstellt. 1988 erschien der Band Kurzbiographien zur Geschichte der Juden 1918–1945.

## Ehrungen
1996 erhielt Joseph Walk die Buber-Rosenzweig-Medaille, die von den Gesellschaften für Christlich-Jüdische Zusammenarbeit für besondere Verdienste vergeben wird.

## Schriften (Auswahl)
- (Hrsg.): Als Jude in Breslau, 1941. Aus den Tagebüchern von Dr. W. I. Cohn. Attali Print-Office, Jerusalem 1975.
- (als Herausgeber) Das Sonderrecht für die Juden im NS-Staat. Eine Sammlung der gesetzlichen Maßnahmen und Richtlinien – Inhalt und Bedeutung. Mitarbeit von Daniel Cil Becher, Bracha Freundlich, Yoram Konrad Jacoby und Hans Isaak Weiss mit Beiträgen von Robert W. Kempner und Adalbert Rückerl. Heidelberg 1981. 2013 im Nachdruck der 6. Auflage 1996 erschienen.
- Kurzbiographien zur Geschichte der Juden 1918–1945. Herausgegeben vom Leo Baeck Institute, Jerusalem. Saur Verlag, München 1988, ISBN 3-598-10477-4.
- Jüdische Schule und Erziehung im Dritten Reich. Hain, Frankfurt am Main 1991, ISBN 3-445-09930-8.
- Wider das Vergessen. Aufsätze und Erinnerungen aus sechs Jahrzehnten. Herausgegeben von Paul Sauer. Bleicher, Gerlingen 1996, ISBN 3-88350-614-1.